# Afijio
Afijio è una delle trenta aree a governo locale (local government areas) in cui è suddiviso lo stato di Oyo, in Nigeria. Conta una popolazione di 152.193 abitanti.